# Parlamentswahl in Äthiopien 1987
Die Parlamentswahlen in der Demokratischen Volksrepublik Äthiopien 1987 waren die einzigen Wahlen in der Geschichte der DVR Äthiopien.
Äthiopien hielt die Wahlen (mit nur einer Partei) für die 835 Sitze des äthiopischen Parlaments (Shengo) am 14. Juni 1987 ab.  Dies war die erste Wahl, seit der äthiopische Kaiser Haile Selassie in der äthiopischen Revolution von 1974 abgesetzt wurde, und die erste Wahl unter der Verfassung der Demokratischen Volksrepublik Äthiopien, welches die Volksrepublik Äthiopien etablierte.

## Hintergrund
Die neue äthiopische Verfassung, bestätigt von einem Referendum, welches am 1. Februar 1987 abgehalten wurde, bestimmte das nationale Parlament (der Shengo) formal als das höchste Organ der Staatsgewalt. Das Datum der Parlamentswahlen wurde nur zwei Tage im Anschluss darauf angekündigt. Bei der Wahl zu den 835 Sitzen des Shengo waren 2.500 Kandidaten, hauptsächlich nominiert von der regierenden marxistisch-leninistischen Arbeiterpartei Äthiopiens.

## Ergebnisse
| Partei                    | Stimmen    | Anteil | Sitze |
| ------------------------- | ---------- | ------ | ----- |
| Arbeiterpartei Äthiopiens | 12.981.957 | 99,2 % | 795   |
| Unabhängige               | 104.693    | 0,8 %  | 40    |
| Leer/Ungültig             | 2.998.350  | -      | -     |
| Gesamt                    | 16.085.900 | 100 %  | 835   |
| Quelle:                   |            |        |       |

Von den insgesamt etwa 15.700.000 Wählern gaben offiziell 13.400.000 ihre Stimme ab, was einer Wahlbeteiligung von rund 85 % entspricht. Offiziell lag die Wahlbeteiligung jedoch bei 90,5 %.  Dieses Ergebnis werde als ein Bestreben betrachtet, das Regime von Lt. Colonel Mengistu Haile Mariam zu legitimieren, welcher bis 1987 einem militärischen Regierungsrat (Dergue) vorstand. Obwohl der Derg beauftragt war, die Macht am gleichen Datum wie der Proklamation der Demokratischen Volksrepublik Äthiopien (am 22. Februar 1987) abzugeben, verweigerte es dies bis zum September 1987, also lange bis nach der Wahl.
Mengistu Haile Mariam wurde am 10. September 1987 von der nationalen Versammlung auch zum Staatspräsidenten gewählt.